# خارمس ۶۷۶۶
سیارک ۶۷۶۶ (به انگلیسی: 6766 Kharms، نامگذاری:1982UC6) شش هزار و هفتصد و شصت و ششمین سیارک کشف شده‌است که در ۲۰ اکتبر ۱۹۸۲ کشف شد.
قدر مطلق سیارک برابر ۱۴٫۲۰ است.